# Carbenicilină
Carbenicilina este un antibiotic din clasa penicilinelor, subclasa carboxipeniciline, fiind utilizat în tratamentul unor infecții bacteriene. Printre acestea se numără infecțiile produse de bacterii Gram-negative, inclusiv cele cu Pseudomonas aeruginosa.  Se administrează numai pe cale injectabilă i.m. sau i.v.. 